# 府屋駅
府屋駅（ふやえき）は、新潟県村上市府屋にある、東日本旅客鉄道（JR東日本）羽越本線の駅である。
新潟県に所在する駅としては最北端となる。特急「いなほ」をはじめ、すべての定期旅客列車が停車するが、臨時列車「海里」は、当駅を通過する。

## 歴史
- 1924年（大正13年）7月31日：羽越線の鼠ヶ関 - 村上開通時に開業[1]。
- 1965年（昭和40年）3月：現駅舎に改築。[要出典]
- 1984年（昭和59年）1月20日：車扱貨物の取り扱いを廃止し、旅客駅となる[1]。
- 1984年（昭和59年）2月1日：業務委託駅となる[3]。
- 1985年（昭和60年）3月14日：荷物の取り扱いを廃止[1]。
- 1987年（昭和62年）4月1日：国鉄分割民営化に伴い、東日本旅客鉄道（JR東日本）新潟支社が継承[1]。
- 2022年（令和4年）
  - 3月11日：みどりの窓口の営業を終了[4][5]。
  - 3月12日：終日無人化[5]。

## 駅構造
単式ホーム1面1線と島式ホーム1面2線、計2面3線のホームを有する地上駅で、互いのホームを跨線橋で結ぶ。かつては前田製管専用線が存在した。
村上駅が管理する無人駅である。2022年（令和4年）3月12日ダイヤ改正まではジェイアール新潟ビジネスが業務を受託する業務委託駅で、みどりの窓口が設置されていた。駅舎には自動券売機、待合室、トイレなどがある。

### のりば
| 番線 | 路線      | 方向         | 行先           |
| ---- | --------- | ------------ | -------------- |
| 1    | ■羽越本線 | 上り         | 村上・新津方面 |
| 2    | ■羽越本線 | （待避列車） | （待避列車）   |
| 3    | ■羽越本線 | 下り         | 鶴岡・酒田方面 |

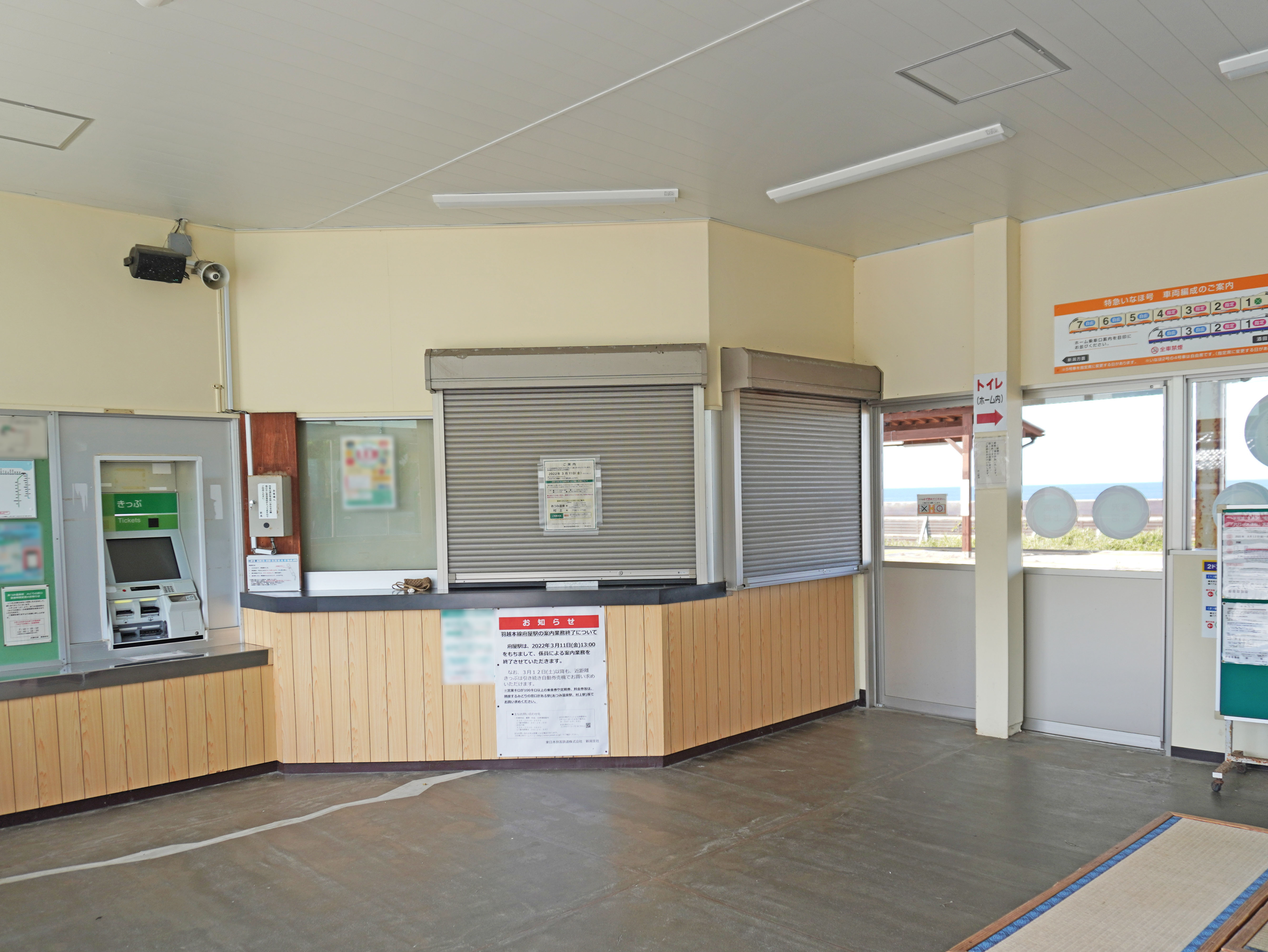
改札口（2022年9月）
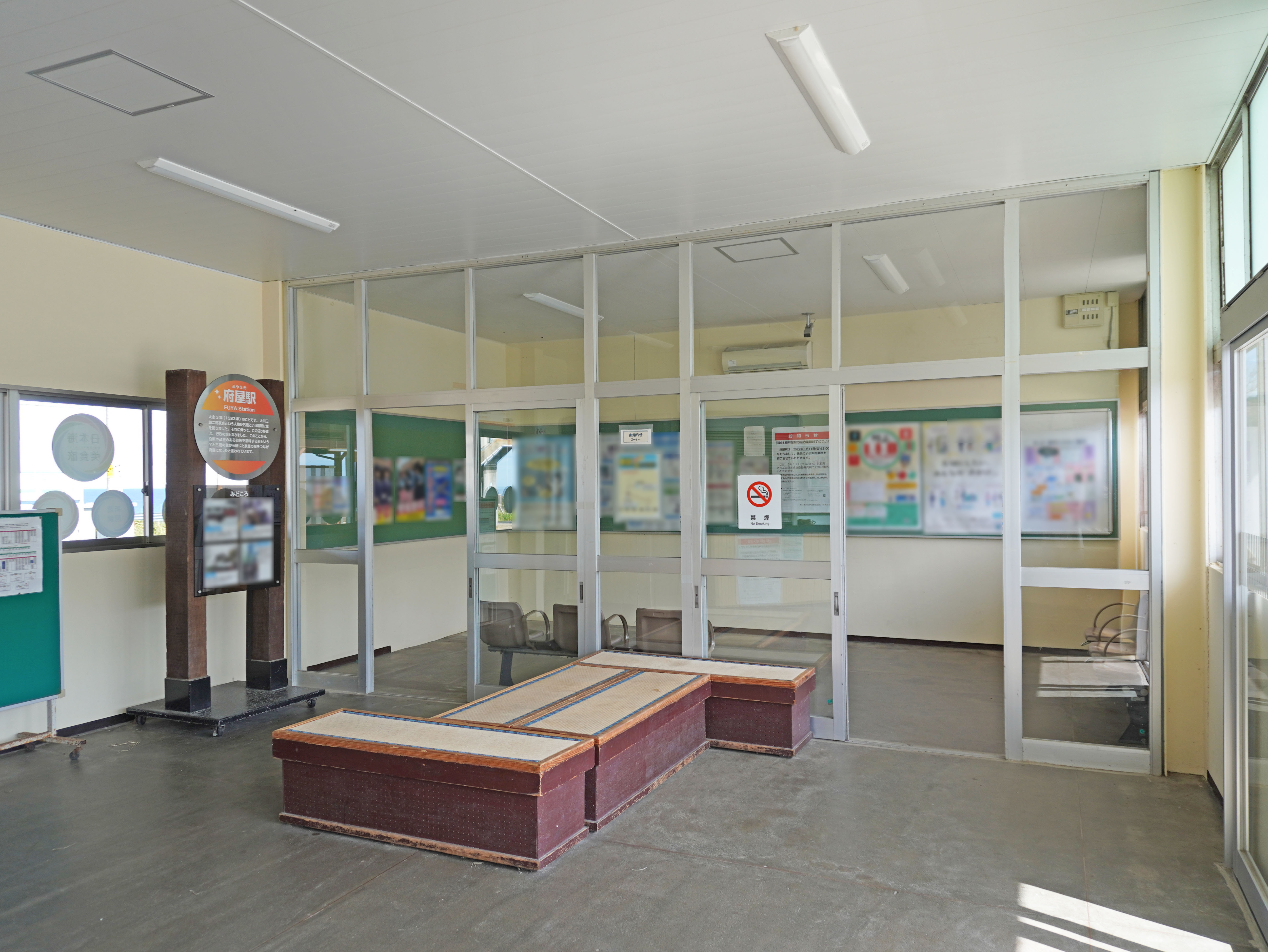
待合室（2022年9月）
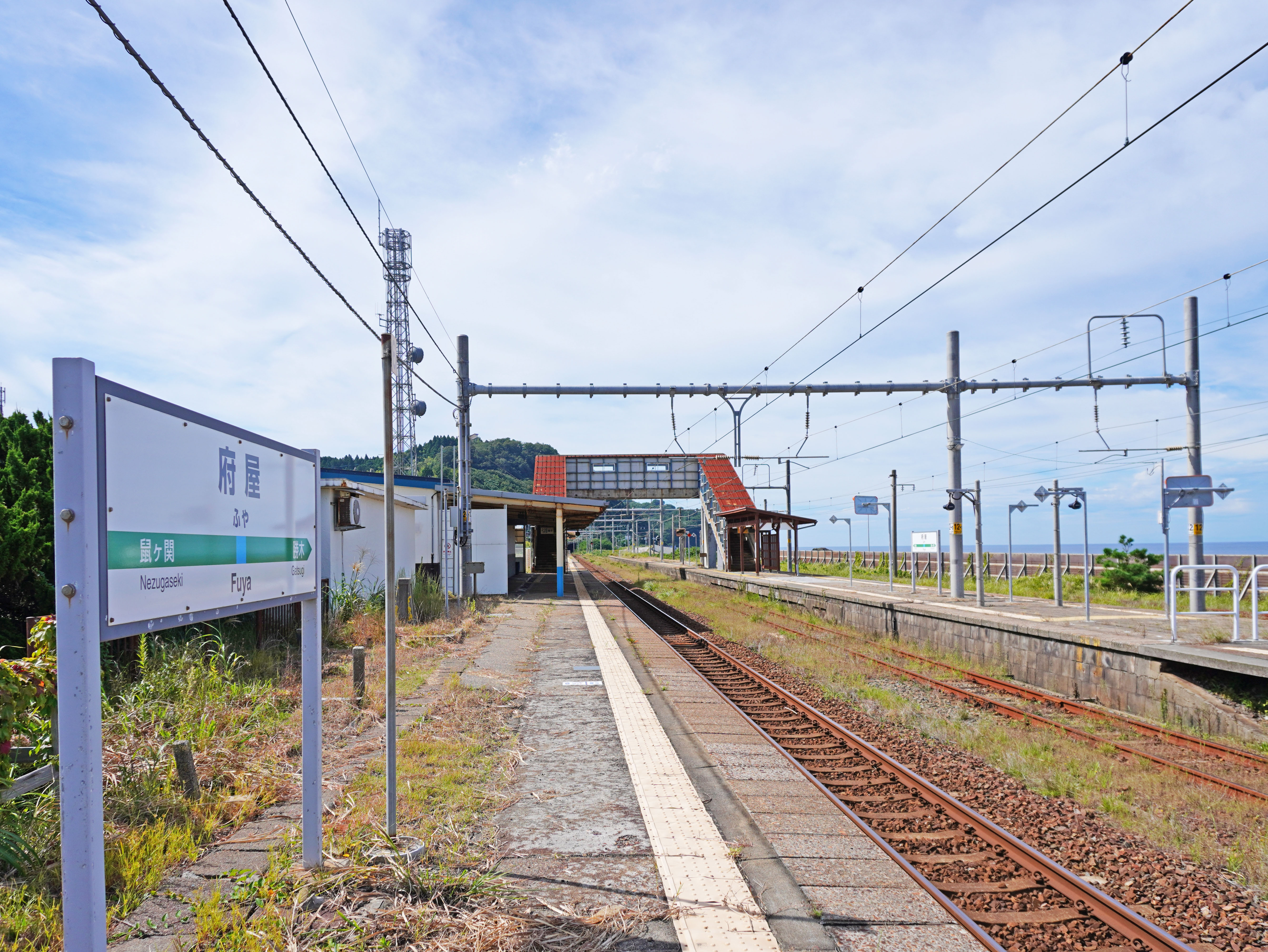
1番線ホーム（2022年9月）
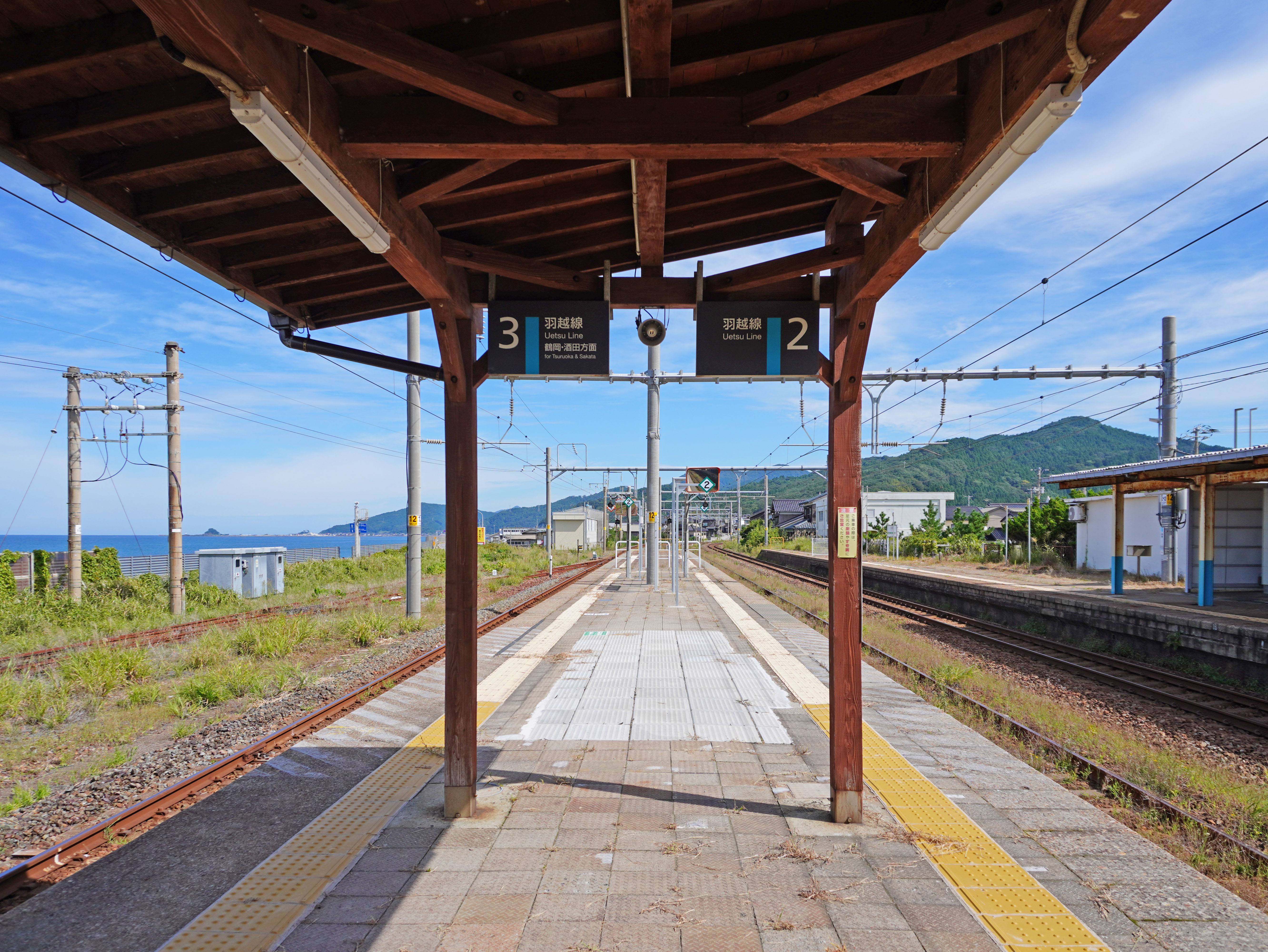
2・3番線ホーム（2022年9月）

## 利用状況
1965年度（昭和40年度）、1970年度（昭和45年度）、1975年度（昭和50年度）、2000年度（平成12年度）- 2020年度（令和2年度）の1日平均乗車人員の推移は以下のとおりであった。
| 1日平均乗車人員推移 | 1日平均乗車人員推移 | 1日平均乗車人員推移 | 1日平均乗車人員推移 | 1日平均乗車人員推移 |
| 年度                | 定期外              | 定期                | 合計                | 出典                |
| ------------------- | ------------------- | ------------------- | ------------------- | ------------------- |
| 1965年（昭和40年）  |                     |                     | 757                 | [ 利用客数 1 ]      |
| 1970年（昭和45年）  |                     |                     | 585                 | [ 利用客数 2 ]      |
| 1975年（昭和50年）  |                     |                     | 511                 | [ 利用客数 3 ]      |
| 2000年（平成12年）  |                     |                     | 219                 | [ 利用客数 4 ]      |
| 2001年（平成13年）  |                     |                     | 201                 | [ 利用客数 5 ]      |
| 2002年（平成14年）  |                     |                     | 218                 | [ 利用客数 6 ]      |
| 2003年（平成15年）  |                     |                     | 214                 | [ 利用客数 7 ]      |
| 2004年（平成16年）  |                     |                     | 200                 | [ 利用客数 8 ]      |
| 2005年（平成17年）  |                     |                     | 184                 | [ 利用客数 9 ]      |
| 2006年（平成18年）  |                     |                     | 162                 | [ 利用客数 10 ]     |
| 2007年（平成19年）  |                     |                     | 150                 | [ 利用客数 11 ]     |
| 2008年（平成20年）  |                     |                     | 145                 | [ 利用客数 12 ]     |
| 2009年（平成21年）  |                     |                     | 130                 | [ 利用客数 13 ]     |
| 2010年（平成22年）  |                     |                     | 121                 | [ 利用客数 14 ]     |
| 2011年（平成23年）  |                     |                     | 118                 | [ 利用客数 15 ]     |
| 2012年（平成24年）  | 48                  | 69                  | 118                 | [ 利用客数 16 ]     |
| 2013年（平成25年）  | 46                  | 64                  | 110                 | [ 利用客数 17 ]     |
| 2014年（平成26年）  | 46                  | 51                  | 98                  | [ 利用客数 18 ]     |
| 2015年（平成27年）  | 50                  | 46                  | 96                  | [ 利用客数 19 ]     |
| 2016年（平成28年）  | 50                  | 46                  | 96                  | [ 利用客数 20 ]     |
| 2017年（平成29年）  | 43                  | 52                  | 95                  | [ 利用客数 21 ]     |
| 2018年（平成30年）  | 41                  | 45                  | 86                  | [ 利用客数 22 ]     |
| 2019年（令和元年）  | 40                  | 41                  | 81                  | [ 利用客数 23 ]     |
| 2020年（令和02年）  | 18                  | 37                  | 56                  | [ 利用客数 24 ]     |

## 駅周辺
当駅は旧山北町の町域に位置し、駅周辺の府屋・大川谷地区は役場がある中心部であった。2・3番線の西側には国道を挟んで日本海が広がる。以前観光列車「きらきらうえつ」が停車していた際は、羽越しな布の体験施設「さんぽく生業の里」への観光コースが用意され、団体の無料送迎が行われていた。
- 国道7号
- 村上信用金庫 府屋支店
- 村上市山北支所（旧・山北町役場）
- 大川谷郵便局
- 村上警察署府屋交番
- 第四北越銀行 山北支店
- 村上市消防署山北分署
- 府屋漁港
- 大川橋梁

## バス路線
新潟交通観光バス勝木営業所の路線バスが「府屋駅前」バス停から発着する。
- 勝木駅前・勝木営業所 行き
- 大毎 行き
- 雷 行き
- 中継 行き
- 寒川 行き

## 隣の駅
※特急「いなほ」の隣の停車駅は列車記事を参照のこと。
東日本旅客鉄道（JR東日本）
■羽越本線
勝木駅 - 府屋駅 - 鼠ケ関駅

### 記事本文
1. 1 2 3 4 5  石野哲（編）『停車場変遷大事典 国鉄・JR編 Ⅱ』（初版）JTB、1998年10月1日、561頁。ISBN 978-4-533-02980-6。
2. 1 2  “2021年度移動等円滑化取組報告書（鉄道駅）”.   東日本旅客鉄道. 2022年7月29日閲覧。
3. ↑  「新潟鉄局、59年4月に越後線電化で3駅を無人駅に。」『日本経済新聞』日本経済新聞社、1983年8月14日、地方経済面／長野、3面。
4. ↑  “駅の情報（府屋駅）：JR東日本”.   東日本旅客鉄道. 2022年2月16日時点のオリジナルよりアーカイブ。2022年2月16日閲覧。
5. 1 2  “市報むらかみ 2022年2月15日号 [お知らせ版] > 羽越本線府屋駅の係員による案内業務を終了します” (PDF). 市報むらかみ.   村上市. p. 2 (2022年2月15日). 2022年3月20日時点のオリジナルよりアーカイブ。2022年10月4日閲覧。
6. 1 2  “JR東日本：駅構内図・バリアフリー情報（府屋駅）”.   東日本旅客鉄道. 2024年10月21日閲覧。
7. ↑  “きらきらうえつ パンフレット” (PDF).   東日本旅客鉄道新潟支社. 2018年11月24日時点のオリジナルよりアーカイブ。2024年10月21日閲覧。

### 利用状況
1. ↑  鉄道統計年報昭和40年版p102　新潟鉄道管理局
2. ↑  鉄道統計年報昭和45年版p90-91　新潟鉄道管理局
3. ↑  鉄道統計年報昭和50年版p64-65　新潟鉄道管理局
4. ↑  “各駅の乗車人員（2000年度）”.   東日本旅客鉄道. 2019年2月25日閲覧。
5. ↑  “各駅の乗車人員（2001年度）”.   東日本旅客鉄道. 2019年2月25日閲覧。
6. ↑  “各駅の乗車人員（2002年度）”.   東日本旅客鉄道. 2019年2月25日閲覧。
7. ↑  “各駅の乗車人員（2003年度）”.   東日本旅客鉄道. 2019年2月25日閲覧。
8. ↑  “各駅の乗車人員（2004年度）”.   東日本旅客鉄道. 2019年2月25日閲覧。
9. ↑  “各駅の乗車人員（2005年度）”.   東日本旅客鉄道. 2019年2月25日閲覧。
10. ↑  “各駅の乗車人員（2006年度）”.   東日本旅客鉄道. 2019年2月25日閲覧。
11. ↑  “各駅の乗車人員（2007年度）”.   東日本旅客鉄道. 2019年2月25日閲覧。
12. ↑  “各駅の乗車人員（2008年度）”.   東日本旅客鉄道. 2019年2月25日閲覧。
13. ↑  “各駅の乗車人員（2009年度）”.   東日本旅客鉄道. 2019年2月25日閲覧。
14. ↑  “各駅の乗車人員（2010年度）”.   東日本旅客鉄道. 2019年2月25日閲覧。
15. ↑  “各駅の乗車人員（2011年度）”.   東日本旅客鉄道. 2019年2月25日閲覧。
16. ↑  “各駅の乗車人員（2012年度）”.   東日本旅客鉄道. 2019年2月25日閲覧。
17. ↑  “各駅の乗車人員（2013年度）”.   東日本旅客鉄道. 2019年2月25日閲覧。
18. ↑  “各駅の乗車人員（2014年度）”.   東日本旅客鉄道. 2019年2月25日閲覧。
19. ↑  “各駅の乗車人員（2015年度）”.   東日本旅客鉄道. 2019年2月25日閲覧。
20. ↑  “各駅の乗車人員（2016年度）”.   東日本旅客鉄道. 2019年2月25日閲覧。
21. ↑  “各駅の乗車人員（2017年度）”.   東日本旅客鉄道. 2019年2月25日閲覧。
22. ↑  “各駅の乗車人員（2018年度）”.   東日本旅客鉄道. 2019年7月21日閲覧。
23. ↑  “各駅の乗車人員（2019年度）”.   東日本旅客鉄道. 2020年7月13日閲覧。
24. ↑  “各駅の乗車人員（2020年度）”.   東日本旅客鉄道. 2021年7月25日閲覧。